# Distretto di Telefomin
Il distretto di Telefomin, in inglese Telefomin District, è un distretto della Papua Nuova Guinea appartenente alla Provincia di Sandaun.Ha una superficie di 16.333 km² e 79.061 abitanti (stima nel 2021). La capitale è l'omonima Telefomin, nel sud del distretto.
Attualmente il distretto è uno dei più arretrati e isolati della nazione e si sta costruendo una strada che connetta i villaggi del distretto a Tabubil a sud.

## Popolazione
Nei passati censimenti la popolazione registrata era di 35.587 (nel 2000) e di 48.882 (nel 2011). La stima del censimento del 2021 era di 79.061 abitanti.

## Economia
Secondo uno studio del 2001 sulle condizioni rurali della Papua Nuova Guinea condotto dall'Australian National University, la maggior parte del distretto è composto da territorio a basso potenziale, date le pendenze troppo ripide, le forti piogge e le frequenti inondazioni. L'agricoltura di sussistenza produce sago nel nord del distretto, tago nel sud e patata dolce nell'estremo sud-est (presso Oksapmin).